# بنايم
بنايم هي قرية في مقاطعة ملكان، إيران. عدد سكان هذه القرية هو 309 في سنة 2006.